# دهستان تجن
دهستان تجن دهستانی در بخش مرکزی شهرستان سرخس در استان خراسان رضوی ایران به مرکزیت روستای سنگر است. این دهستان بر اساس مصوبه هیئت وزیران در تاریخ ۲۵ اسفند ۱۳۶۴ تأسیس شده‌است.

## جمعیت
براساس سرشماری مرکز آمار ایران در سال ۱۳۸۵، جمعیت دهستان تجن ۱۳۱۳۶ نفر (۲۸۳۷ خانوار) بوده‌است. جمعیت این دهستان در سال ۱۳۹۰ به ۱۳۴۳۹ نفر رسیده‌است.

## جُستارهای وابسته
- فهرست دهستان‌های ایران